# Gouvernement Thorn-Vouel-Berg
Gouvernement Werner-Schaus II Gouvernement Werner-Thorn-Flesch
Le gouvernement Thorn-Vouel-Berg (luxembourgeois : Regierung Thorn-Vouel-Berg), est le gouvernement du Luxembourg en fonction du 15 juin 1974 au 16 juillet 1979.

## Les élections

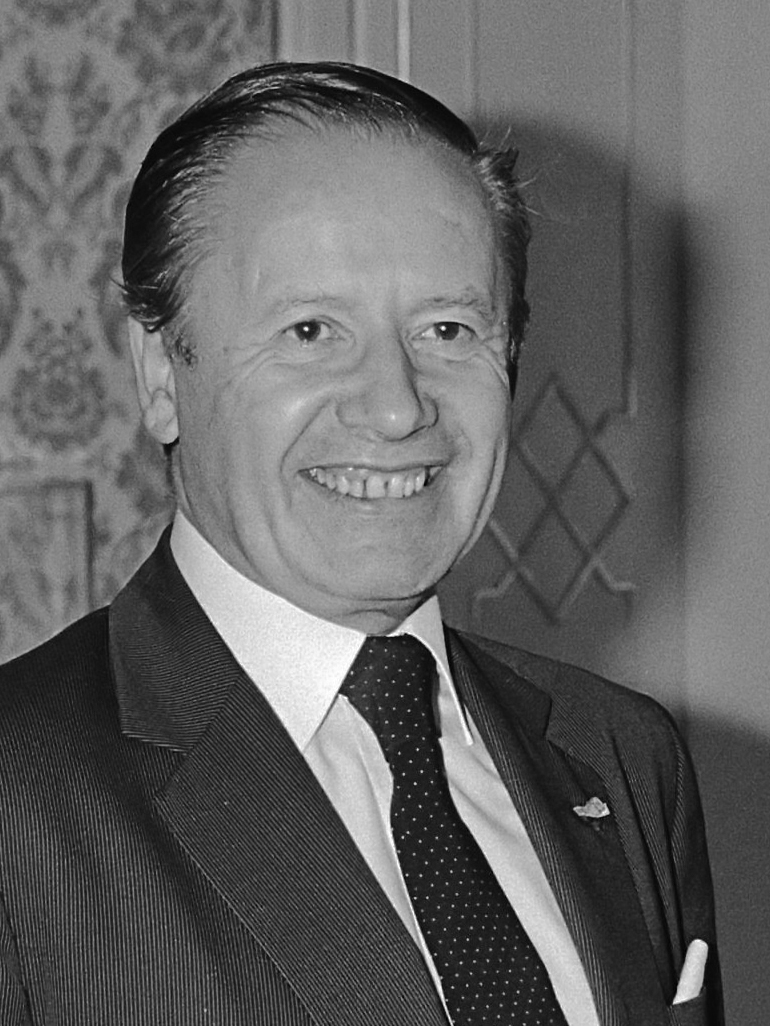
Gaston Thorm en 1984

Les élections du 26 mai 1974 bouleversent le paysage politique luxembourgeois. Le Parti chrétien-social, qui avait dirigé tous les gouvernements depuis 1944, passe dans l’opposition. En effet, il perd trois députés (29,9 % des votes), alors que le Parti démocratique sort vainqueur du scrutin en gagnant trois mandats (23,3 % des votes) et que le Parti ouvrier socialiste luxembourgeois parvient à limiter les pertes (-1 mandat) malgré la scission du Parti social-démocrate qui présente ses propres candidats et obtient cinq élus. Sous la présidence de Gaston Thorn, DP et LSAP forment pour la première fois dans l’histoire de l’après-guerre une coalition sans la participation du CSV. Le cabinet Thorn sera remanié à deux reprises pendant la législature. Raymond Vouel, le vice-président du gouvernement, démissionne le 21 juillet 1976 pour devenir membre de la Commission des Communautés européennes. Jacques F. Poos, ancien directeur du Tageblatt, le remplace à la tête du ministère des Finances. Le 16 septembre 1977, après le départ de Marcel Mart pour la Cour des comptes européenne, Josy Barthel entre au gouvernement.

## Composition

### Initiale (15 juin 1974)
| Portefeuille | Titulaire | Titulaire       | Parti |
| --- | --------- | --------------- | ----- |
| Président du gouvernement Ministre d'État Ministre des Affaires étrangères et du Commerce extérieur Ministre de l'Éducation physique et des Sports |           | Gaston Thorn    | DP    |
| Vice-Président du gouvernement Ministre des Finances                                                                                               |           | Raymond Vouel   | LSAP  |
| Ministre de l'Économie nationale, des Classes moyennes et du Tourisme Ministre des Transports et de l'Énergie                                      |           | Marcel Mart     | DP    |
| Ministre de la Santé publique et de l'Environnement Ministre de la Fonction publique Ministre de la Force publique                                 |           | Émile Krieps    | DP    |
| Ministre de l'Intérieur |           | Joseph Wohlfart | LSAP  |
| Ministre de l'Éducation nationale Ministre de la Justice                                                                                           |           | Robert Krieps   | LSAP  |
| Ministre de l'Agriculture et de la Viticulture Ministre des Travaux publics                                                                        |           | Jean Hamilius   | DP    |
| Ministre du Travail et de la Sécurité sociale Ministre de la Famille, du Logement social et de la Solidarité sociale                               |           | Benny Berg      | LSAP  |
| Secrétaire d'État à l'Agriculture et à la Viticulture                                                                                              |           | Albert Berchem  | DP    |
| Secrétaire d'État à l'Éducation nationale |           | Guy Linster     | LSAP  |
| Secrétaire d'État au Travail et à la Sécurité sociale Secrétaire d'État à la Famille, au Logement social et à la Solidarité sociale                |           | Maurice Thoss   | LSAP  |

### Remaniement du 21 juillet 1976
- Les nouveaux ministres sont indiqués en gras, ceux ayant changé d'attributions en italique.

| Portefeuille | Titulaire | Titulaire       | Parti |
| --- | --------- | --------------- | ----- |
| Président du gouvernement Ministre d'État Ministre des Affaires étrangères et du Commerce extérieur Ministre de l'Éducation physique et des Sports  |           | Gaston Thorn    | DP    |
| Vice-Président du gouvernement Ministre du Travail et de la Sécurité sociale Ministre de la Famille, du Logement social et de la Solidarité sociale |           | Benny Berg      | LSAP  |
| Ministre de l'Économie nationale, des Classes moyennes et du Tourisme Ministre des Transports et de l'Énergie                                       |           | Marcel Mart     | DP    |
| Ministre de la Santé publique et de l'Environnement Ministre de la Fonction publique Ministre de la Force publique                                  |           | Émile Krieps    | DP    |
| Ministre de l'Intérieur |           | Joseph Wohlfart | LSAP  |
| Ministre de l'Éducation nationale Ministre de la Justice                                                                                            |           | Robert Krieps   | LSAP  |
| Ministre de l'Agriculture et de la Viticulture Ministre des Travaux publics                                                                         |           | Jean Hamilius   | DP    |
| Ministre des Finances |           | Jacques F. Poos | LSAP  |
| Secrétaire d'État à l'Agriculture et à la Viticulture                                                                                               |           | Albert Berchem  | DP    |
| Secrétaire d'État à l'Éducation nationale |           | Guy Linster     | LSAP  |
| Secrétaire d'État au Travail et à la Sécurité sociale Secrétaire d'État à la Famille, au Logement social et à la Solidarité sociale                 |           | Maurice Thoss   | LSAP  |

### Remaniement du 16 septembre 1977
- Les nouveaux ministres sont indiqués en gras, ceux ayant changé d'attributions en italique.

| Portefeuille | Titulaire | Titulaire       | Parti |
| --- | --------- | --------------- | ----- |
| Président du gouvernement Ministre d'État Ministre des Affaires étrangères et du Commerce extérieur Ministre de l'Économie nationale et des Classes moyennes |           | Gaston Thorn    | DP    |
| Vice-Président du gouvernement Ministre du Travail et de la Sécurité sociale Ministre de la Famille, du Logement social et de la Solidarité sociale          |           | Benny Berg      | LSAP  |
| Ministre de la Santé publique Ministre de la Fonction publique Ministre de la Force publique Ministre de l'Éducation physique et des Sports                  |           | Émile Krieps    | DP    |
| Ministre de l'Intérieur |           | Joseph Wohlfart | LSAP  |
| Ministre de l'Éducation nationale Ministre de la Justice |           | Robert Krieps   | LSAP  |
| Ministre de l'Agriculture et de la Viticulture Ministre des Travaux publics Ministre adjoint aux Affaires étrangères et au Commerce extérieur                |           | Jean Hamilius   | DP    |
| Ministre des Finances |           | Jacques Poos    | LSAP  |
| Ministre des Transports et de l'Énergie Ministre de l'Environnement et du Tourisme                                                                           |           | Josy Barthel    | DP    |
| Secrétaire d'État à l'Agriculture et à la Viticulture |           | Albert Berchem  | DP    |
| Secrétaire d'État à l'Éducation nationale |           | Guy Linster     | LSAP  |
| Secrétaire d'État au Travail et à la Sécurité sociale Secrétaire d'État à la Famille, au Logement social et à la Solidarité sociale                          |           | Maurice Thoss   | LSAP  |

## La politique économique
L’avènement de la nouvelle coalition coïncide pratiquement avec les débuts de la crise économique. À partir de novembre-décembre 1974, les prix et les exportations s’effondrent dans le secteur de la sidérurgie. La valeur de la production sidérurgique chute de 33 % en 1975, le PIB diminue de 6,1 %. Fin 1975, l’inflation dépasse les 10 %. Cependant, cette fois-ci, il ne s’agit pas d’un simple réajustement conjoncturel des marchés. La crise est de nature structurelle. La détérioration de la production s’avère permanente et irréversible. Entre 1974 et 1992, la production d’acier recule de plus de 50 %, passant de 6,4 à 3,07 millions de tonnes. Au cours de la même période, l’ARBED – la principale entreprise sidérurgique luxembourgeoise – réduit ses effectifs de deux tiers, de 27 000 à 8 100 personnes. Tout l’art du gouvernement Thorn – et aussi des gouvernements suivants – consistera à gérer la crise de manière à éviter les licenciements massifs et à assurer la transition vers l’ère postindustrielle. Dans un premier temps, le gouvernement est pris au dépourvu, car son programme date d’avant la crise. Cependant, il se ressaisit vite. Dès juillet 1975, le gouvernement dépose une loi qui l’autorise à prendre des mesures pour éviter les licenciements et assurer le maintien du plein-emploi. Ce texte institue également un « comité de conjoncture » chargé de surveiller étroitement l’évolution de la situation économique. Une deuxième loi ouvre un crédit budgétaire de 250 millions de francs pour financer des travaux extraordinaires d’intérêt général. En 1977, face à l’aggravation de la crise sidérurgique, le gouvernement crée un organe de concertation et de consultation supplémentaire : un Comité de coordination tripartite réunissant les représentants du gouvernement, du patronat et des syndicats. La conférence Tripartite « sidérurgie » parvient à un premier accord, conclu le 19 mars 1979 et mis en œuvre par la loi du 8 juin 1979, sur la restructuration et la modernisation de la sidérurgie. Cette
institutionnalisation de la coopération entre partenaires sociaux a été présentée ultérieurement comme « modèle luxembourgeois ». Quoi qu’il en soit, la Tripartite a permis de gérer de façon consensuelle une crise structurelle qui était en train de devenir un problème de solidarité nationale. En effet, deux mesures en particulier ont permis de réduire les effectifs de l’industrie lourde sans provoquer de licenciements collectifs: d’une part, la création d’une « division anti-crise » – la DAC – employant les ouvriers victimes des efforts de rationalisation, d’autre part, l’instauration de la préretraite obligatoire à 57 ans pour les travailleurs de la sidérurgie. L’opération a été financée par un impôt national de solidarité.
La solidarité nationale a également joué dans la mesure où le gouvernement a injecté des fonds publics dans le programme de modernisation de l’ARBED. L’État entre dans le capital de la société et en devient actionnaire. Soutenue par l’aide publique, la sidérurgie luxembourgeoise investit 16,2 milliards de francs entre 1975 et 1979 afin d’augmenter sa compétitivité face à la concurrence étrangère. 
Dès 1976, le gouvernement relance les efforts destinés à attirer des investisseurs étrangers. De 1972 à 1974, dans un contexte de surchauffe économique, la politique de diversification industrielle avait marqué un temps de pause. La crise amène les autorités à rechercher activement l’implantation d’entreprises nouvelles dans le sud du pays. En 1977, le gouvernement dépose un projet de loi prévoyant la création d’une Société nationale de crédit et d’investissement (SNCI). Cet établissement bancaire de droit public est habilité à accorder des crédits d’équipement et des crédits à l’exportation aux entreprises, ainsi qu’à prendre des participations dans le capital de firmes luxembourgeoises. Nouvel instrument d’intervention étatique, la SNCI sert à mettre en œuvre la politique structurelle pour rendre plus compétitive l’économie domestique. La cessation d’activité de General Motors à Bascharage en 1978,
puis la fermeture de l’usine de Monsanto à Echternach constituent des contrecoups à la politique gouvernementale de diversification.

## La politique sociale
Malgré la crise, le gouvernement Thorn/Vouel réalise une partie de son programme social. En 1975, il introduit la cinquième semaine de congés payés et généralise l’échelle mobile des salaires et traitements. L’autre volet de la politique sociale est la lutte contre le chômage. Pour atténuer les rigueurs de la restructuration, le gouvernement prend un ensemble de dispositions : réorganisation de l’Administration de l’emploi, réforme du système d’aide aux chômeurs et création d’un Fonds de chômage.

## La politique intérieure
Il existe un large consensus à propos des réformes dites de « société » entre les partenaires de la coalition. Le gouvernement libéral-socialiste va réformer la législation sur le divorce et l’avortement et libéraliser le code pénal. En 1974, le législateur supprime la sanction pénale de l’adultère. Les lois du 6 février 1975 et du 5 décembre 1978 introduisent le divorce par consentement mutuel et pour cause déterminée (notamment suspension effective de la vie commune depuis trois ans). La loi du 15 novembre 1978 sur l’interruption volontaire de grossesse est votée malgré l’opposition véhémente du CSV qui invoque la protection de la vie naissante. En 1979, la peine de mort est formellement abolie.
Parallèlement à ces bouleversements dans le droit de la famille et du mariage, le gouvernement se préoccupe de l’évolution démographique du pays. Depuis le milieu des années 1960, la fécondité n’a cessé de baisser. Le taux de natalité, qui est un des plus bas d’Europe, n’assure plus le remplacement des générations et entraîne un vieillissement de la population. Le déficit ne peut être comblé que par une immigration croissante. Pour trouver des remèdes à la crise démographique, le gouvernement demande à un expert international, le professeur Gérard Calot, d’établir un rapport sur la situation de la famille luxembourgeoise et sur le problème de la dénatalité. Ce diagnostic aboutit à des conclusions incitant à une politique familiale active, dont les coûts peuvent cependant être difficiles à supporter en temps de crise économique. 
Pour préserver le pluralisme de la presse, le gouvernement introduit une aide directe à la presse écrite. La formule d’aide retenue favorise les plus faibles tirages et contrebalance quelque peu le succès commercial grandissant du principal quotidien, le Luxemburger Wort, un journal proche du Parti chrétien-social. 
Une forte opposition dans la population amène le gouvernement à renoncer à deux grands projets d’infrastructure. Fin 1977, il abandonne l’idée d’une centrale nucléaire à Remerschen. L’ampleur du mouvement antinucléaire qui se manifeste sous la forme originale des Biergerinitiativen (associations des citoyens), l’accident à Three Miles Island aux États-Unis, le projet de la France de construire de son côté une centrale nucléaire expliquent ce changement de cap dans la politique énergétique. Un autre projet qui suscite une controverse violente est celui du Centre 300, un hémicycle pour le Parlement européen, conçu par l’architecte français Taillibert et auquel la raillerie populaire avait donné le nom de Kueb (corbeau). Audacieux du point de vue architectural, ce bâtiment devait consolider la position de Luxembourg en tant que siège des Communautés européennes. Sous la pression de l’opinion publique, le gouvernement réduit fortement les dimensions initiales du projet.